# 아리 지구
아리 지구(티베트어: མངའ་རིས་ས་ཁུལ་ 아리 사쿨, 중국어: 阿里地区, 병음: Ālǐ Dìqū)는 티베트 자치구에 위치한 지구이다. 아리 지구는 인도의 카슈미르와 접해 있다. 평균 해발 4500m로, 정치 경제의 중심 도시는 시촨허(獅泉河)이다.
옛날에는 샹슝 왕국, 구게 왕국이 있었기 때문에 서부 티베트의 중심이었다.

## 지리
티베트 자치구의 서부에 위치한다. 남쪽은 인도의 히마찰프라데시 주, 시가체 지구, 동쪽은 나취 지구, 북쪽은 신강 위구르 자치구, 서쪽은 인도, 파키스탄 간에 분쟁 중인 카슈미르 지방과 접한다. 인도와 귀속 문제를 안고 있는 아크사이친을 포함한다.

## 역사
아리 지구에는 샹슝 왕국이라는 나라가 있어, 본교가 융성했었다. 7 세기에 중앙 티베트에서 번창한 토번 왕조를 지배하는 일족도, 이 지구 출신이었다고 전해지고 있다. 샹슝 왕국은 7세기 중반에 토번 왕조에 멸망당했다. 10세기에는 토번 왕조로부터 분리된 구게 왕국이 불교국으로 번창하였다.

## 교통
아리 지구 가얼현 쿤사향에는 아리 쿤사 공항이 있다.

## 행정 구역
모두 7개의 현이 있다.

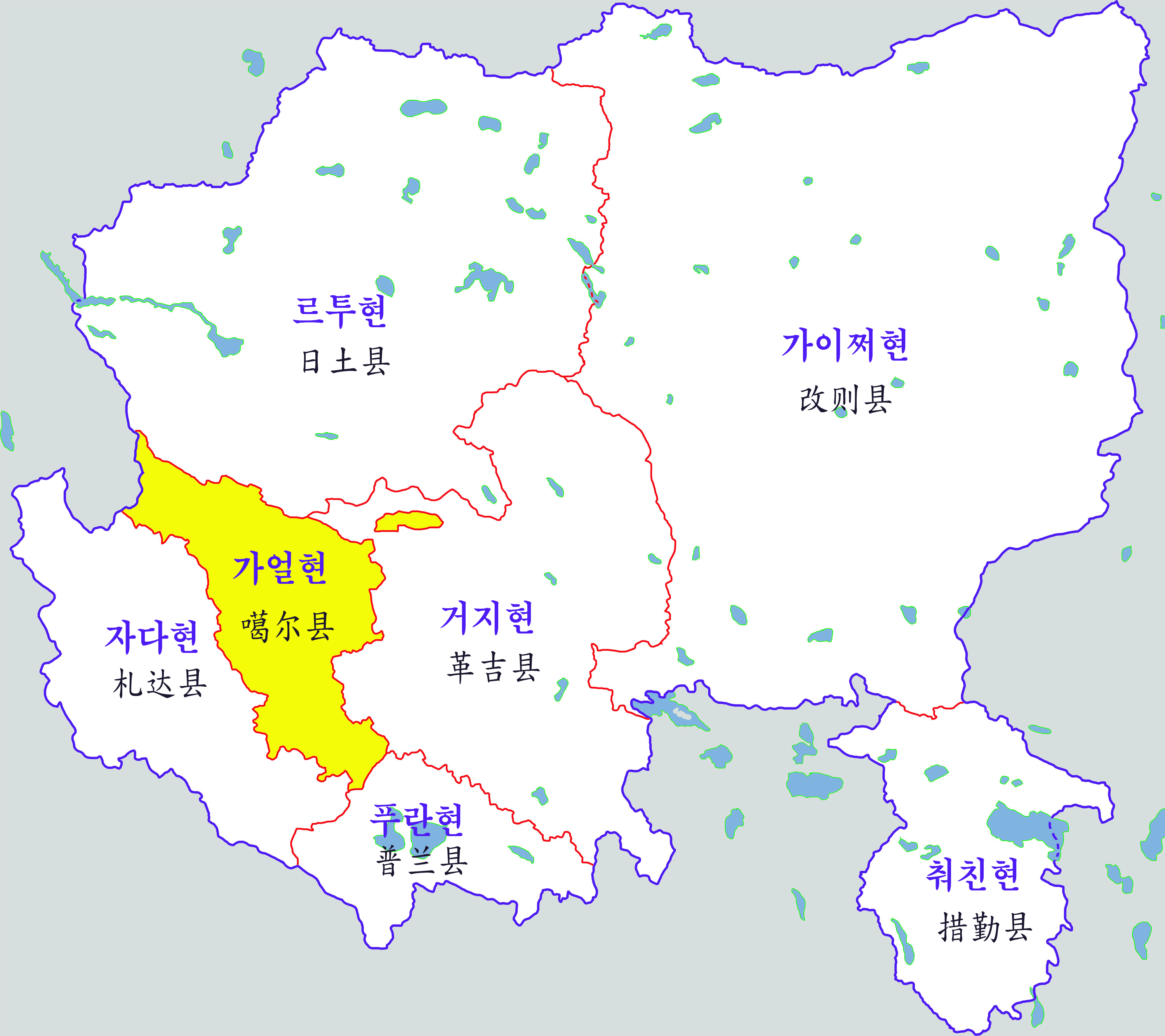
아리 지구의 행정구역

- 가얼 현(가르 현)(티베트어: སྒར་རྫོང་, 중국어: 噶尔县)
- 춰친 현(초첸 현)(티베트어: མཚོ་ཆེན་རྫོང་, 중국어: 措勤县)
- 푸란 현(부랑 현)(티베트어: སྤུ་ཧྲེང་རྫོང་, 중국어: 普兰县)
- 거지 현(게갸이 현)(티베트어: དགེ་རྒྱས་རྫོང་, 중국어: 革吉县)
- 르투 현(루토그 현)(티베트어: རུ་ཐོག་རྫོང་, 중국어: 日土县)
- 자다 현(찬다 현)(티베트어: རྩ་མདའ་རྫོང་, 중국어: 札达县)
- 가이쩌 현(게르체 현)(티베트어: སྒེར་རྩེ་རྫོང་, 중국어: 改则县)

## 같이 보기
- 티베트
- 히말라야산맥